# Vieux-Champagne
Vieux-Champagne är en kommun i departementet Seine-et-Marne i regionen Île-de-France i norra Frankrike. Kommunen ligger i kantonen Nangis som tillhör arrondissementet Provins. År 2022 hade Vieux-Champagne 190 invånare.

## Befolkningsutveckling
Antalet invånare i kommunen Vieux-Champagne
| Referens: INSEE |